# 都立
都立（とりつ）とは、東京都立高等学校・東京都立大学（公立学校参照）、東京都立図書館、東京都立公園など、東京都によって設立・管理される施設に冠される名称「東京都立」の略称。あるいはタイの首都バンコク都によって設立・管理される施設に冠される名称である。
また東京都交通局が運営する交通機関は都営交通、東京都都市整備局による住宅は都営住宅と呼ばれる。